# La, la, la
La, la, la ist das Siegerlied des Eurovision Song Contest 1968 in London. Komponiert wurde es von Ramón Arcusa und Manuel de la Calva (auch als Dúo Dinámico bekannt) und interpretiert von der spanischen Sängerin Massiel.
Das Orchester-Arrangement des Titels stammt von Bert Kaempfert.
Ihre Backgroundsängerinnen in azurblauen Kleidern waren María Jesús Aguirre, María Dolores Arenas und Mercedes Valimaña Macaria.

## Inhalt
Massiel nahm das Lied in Spanisch, Italienisch, Deutsch und als La, la, la (He Gives Me Love) in Englisch auf. Später wurde der Titel von der italienischen Sängerin Mina in der Musiksendung Canzonissima, von der finnischen Sängerin Carola und in Englisch von der US-amerikanischen Sängerin Lesley Gore gecovert. Letztere Version erreichte Platz 119 der Billboard-Charts. 1998 wurde das Lied mit einem vom Original abweichenden englischen Text von der britischen Elektronic-Band Saint Etienne aufgenommen und auf dem Album Eurotrash veröffentlicht. Die bekannteste Coverversion stammt jedoch von der portugiesischen Fado-Sängerin Amália Rodrigues, die das Lied auf Spanisch veröffentlichte und damit auf der Iberischen Halbinsel einen großen Erfolg verbuchen konnte. Vom Sänger Alpay gibt es eine türkische Version mit dem Titel Sen Gidince (La La La)

## Chartplatzierungen
| ChartsChartplatzierungen     | Höchstplatzierung | Wochen |
| ---------------------------- | ----------------- | ------ |
| Deutschland (GfK)            | 12 (10 Wo.)       | 10     |
| Österreich (Ö3)              | 8 (8 Wo.)         | 8      |
| Schweiz (IFPI)               | 8 (6 Wo.)         | 6      |
| Vereinigtes Königreich (OCC) | 35 (4 Wo.)        | 4      |

## Kontroverse
Ursprünglich sollte der katalanische Sänger Joan Manuel Serrat für Spanien antreten. Das diktatorische Franco-Regime unterdrückte jedoch die katalanische Sprache und verlangte einen Beitrag in Spanisch. So entschied man sich schließlich für Massiel. Erst 2004 in Istanbul gab es aus Andorra den ersten in Katalanisch vorgetragenen Beitrag beim Eurovision Song Contest. La, la, la erzielte 29 Jurypunkte und schlug den als Favoriten gehandelten Beitrag Congratulations von Cliff Richard um nur einen Punkt. Bill Martin, Autor des britischen Beitrags, bezeichnete das spanische Lied als „ein Stück Müll“.
Eine Dokumentation, die 2008 im spanischen Fernsehen lief, behauptet, dass General Franco den Song Contest dazu benutzte, um Spanien einen Sieg zu verschaffen und damit das Ansehen des Landes im Ausland anzukurbeln. Als Dank für die Jurystimmen, so die Dokumentation, kaufte das spanische Nationalfernsehen TVE kaum erfolgreiche Fernsehsendungen aus dem Ausland und ermöglichte wenig bekannten ausländischen Künstlern Auftritte in Spanien. Der Macher des Dokumentarfilms zitierte den Journalisten José María Íñigo, der meinte: „Massiel gewann die Eurovision mit gekauften Stimmen“. Bjørn Erichsen, Direktor von Eurovision TV, fragte: „war Franco wirklich so scharf darauf, Spanien gewinnen zu lassen? Wir reden hier nicht über die NATO oder die EU, oder über politischen Einfluss, wir sprechen von einem Liederwettbewerb“. Massiel empörte sich über die Vorwürfe in dem Film und erklärte, dass sie gewonnen hätte, weil ihr Lied besser gewesen sei und dass Franco gar nicht in der Lage war, alle Stimmen für ihren ersten Platz zu kaufen. José María Iñigo, Urheber der Behauptung in dem Dokumentarfilm, entschuldigte sich bei Massiel und sagte, er habe nur ein Gerücht wiederholt.